# Xanthostemon pubescens
Xanthostemon pubescens är en myrtenväxtart som först beskrevs av Adolphe-Théodore Brongniart och Jean Antoine Arthur Gris, och fick sitt nu gällande namn av Sébert och Jean Armand Isidore Pancher. Xanthostemon pubescens ingår i släktet Xanthostemon och familjen myrtenväxter.
Artens utbredningsområde är Nya Kaledonien. Inga underarter finns listade i Catalogue of Life.